# Fernandocrambus euryptellus
Fernandocrambus euryptellus là một loài bướm đêm trong họ Crambidae.